# Піта лусонська
Піта лусонська (Erythropitta kochi) — вид горобцеподібних птахів родини пітових (Pittidae).

## Поширення
Ендемік Філіппін. Трапляється лише на острові Лусон. Живе у тропічних та субтропічних гірських вологих лісах.

## Опис
Птах завдовжки 21 см та вагою 116 г. Тіло масивне. Крила та хвіст короткі. Голова округла. Дзьоб довгий та міцний. Верх голови чорний. Шия іржаво-коричнева. Від основи дзьоба вздовж щік та по боках горла проходить сіро-коричнева смуга, утворюючи своєрідні «вуса». Горло, спина та крила темно-коричневі. Груди та хвіст сині. Черево червоне.

## Спосіб життя
Птах проводить більшу частину дня, рухаючись у гущі підліску в пошуках поживи. Живиться дощовими хробаками та равликами, рідше комахами та іншими дрібними безхребетними.